# Ulica Akademicka w Zamościu
Ulica Akademicka – jedna z głównych ulic Starego Miasta, od zachodu, która jest jedną z najstarszych ulic miasta. Prowadzi ona od ul. Szczebrzeskiej (przy Katedrze Zamojskiej) do ronda J. Zamoyskiego.

## Historia
Dawniej (jeszcze w 1935 roku) miała nieco inny przebieg niż dzisiaj - była bardziej wyprostowana, a krótki odcinek od ronda J. Zamoyskiego do zakrętu był fragmentem dawnej ul. Botanicznej, biegnącej na linii prostej w kierunku płd.zach.

### Nazwa
Nazwa jest związana z dawną Akademią Zamojską, która mieści się przy tej ulicy. Jeszcze w 1998 roku część tej ulicy (od ronda do zakrętu) nosiła nazwę ulicy Botanicznej.

## Obecnie
Przy ulicy tej (po zachodniej stronie) znajduje się Pałac Zamoyskich, w którym do 2017 roku mieściły się Sądy Okręgowy i Rejonowy oraz nadal są mieszkania komunalne. Do ul. Akademickiej przylega również park miejski oraz kilka staromiejskich zabytków (wspomniana akademia, dawne seminarium duchowne, stara Brama Lubelska).